# Wilber Sánchez
Wilber Sánchez Amita (* 21. Dezember 1968 in Contramaestre) ist ein ehemaliger kubanischer Ringer. Er war Weltmeister 1993 und 1994 im griechisch-römischen Stil im Papiergewicht.

## Werdegang
Wilber Sánchez begann als Jugendlicher 1981 mit dem Ringen. Nach ersten Erfolgen wurde er zum Trainingszentrum Cerro Pelado der kubanischen Nationalmannschaft der Ringer in Havanna delegiert. Dort wurde er von Carlos Ulasia und Pedro Val trainiert. Er konzentrierte sich auf den griechisch-römischen Stil. Bei einer Größe von 1,57 Metern rang er immer im Papiergewicht, der leichtesten Gewichtsklasse, die damals ihr Gewichtslimit bei 48 kg Körpergewicht hatte.
Seine internationale Ringerlaufbahn begann Wilber Sánchez bei der Junioren-Weltmeisterschaft (Espoirs) im kanadischen Burnaby. Er kam dort im Papiergewicht hinter Oleg Kutscherenko aus der Sowjetunion auf den 2. Platz.
1988 wurde Wilber Sánchez erstmals Pan Amerikanischer Meister vor Eric Wetzel aus den Vereinigten Staaten und Victor Hugo aus Kolumbien. Ein Start bei den Olympischen Spielen des gleichen Jahres in Seoul blieb ihm aber verwehrt, weil Kuba aus politischen Gründen nach den Olympischen Spielen von 1984 in Los Angeles auch diese Spiele boykottierte. 1989 wurde er in Colorado Springs erneut Pan Amerikanischer Meister. Bei der Weltmeisterschaft 1989 in Martigny/Schweiz wurde er aber noch nicht eingesetzt.
1990 wurde Wilber Sánchez in Mexiko-Stadt Zentral Amerikanischer Meister und in Colorado Springs wiederum Pan Amerikanischer Meister. Er ließ bei diesen Veranstaltungen Joel Manuel Medina aus Venezuela, Mynor Ramírez aus Guatemala, Lewis Dorrance aus den Vereinigten Staaten und José Martinez aus Venezuela hinter sich. Erstmals war er in diesem Jahr auch bei der Weltmeisterschaft, die in Rom stattfand, am Start. Er belegte dort im Papiergewicht einen guten 5. Platz, verlor aber, als es um die Medaillen ging, die entscheidenden Kämpfe gegen Oleg Kutscherenko und gegen Vincenzo Maenza aus Italien.
1991 konnte er verletzungsbedingt an keinen internationalen Meisterschaften teilnehmen. 1992 wurde er aber vor Mynor Ramírez und Enrique Aguilar Zermeno aus Mexiko erneut Pan Amerikanischer Meister. Bei den sich anschließenden Olympischen Spielen in Barcelona startete er im Papiergewicht und gewann dort eine Bronzemedaille. Im Kampf um den Poolsieg, verlor er dabei deutlich gegen Oleg Kutscherenko (0:11 techn. Punkte), siegte aber im Kampf um die Bronzemedaille gegen Fuat Yıldız aus Deutschland mit 5:0 techn. Punkten.
Im Jahre 1993 setzte Wilber Sánchez seine Erfolge auf dem amerikanischen Kontinent fort. Er wurde in Ponce Zentral Amerikanischer und karibischer Meister im Papiergewicht vor Enrique Aguilar Zermeno und Mynor Ramírez und siegte auch bei der Pan Amerikanischen Meisterschaft vor Enrique Aguilar Zermeno und Antonio Ochoa aus Venezuela. Bei der Weltmeisterschaft 1993 in Stockholm war Wilber Sánchez auf dem Höhepunkt seines Könnens, denn er wurde dort in überlegenem Stil Weltmeister im Papiergewicht. Im Finale bezwang er dabei Zafar Gulijew aus Russland klar mit 5:0 techn. Punkten.
1994 setzte Wilber Sánchez seine Erfolge fort. Er wurde in Mexiko-Stadt wieder Pan Amerikanischer Meister vor Isaac Ramaswany aus den Vereinigten Staaten und Edgar Fernando Perez Ardila aus Guatemala. Bei der Weltmeisterschaft in Tampere verteidigte er erfolgreich seinen WM-Titel aus dem Vorjahr und wurde erneut Weltmeister. Im Finale siegte er dabei über Aljaksandr Paulau aus Belarus.
Im Jahre 1995 ließen die Erfolge von Wilber Sánchez merklich nach. Er belegte bei den Pan Amerikanischen Spielen in Mar del Plata im Papiergewicht hinter Mujaahid Maynard aus den Vereinigten Staaten und Enrique Aguilar Zermeno nur den 3. Platz und verlor beim Großen Preis von Deutschland in Schifferstadt, das gleichzeitig als Welt-Cup-Turnier der FILA galt, im Finale gegen Sergei Suworow aus Russland. Bei der Weltmeisterschaft 1995 in Prag schied er schon in der 3. Runde mit einer hohen Punktniederlage gegen Oleg Kutscherenko (0:9 techn. Punkte) aus und belegte nur den 10. Platz der Gesamtwertung.
Im Jahre 1996 gewann Wilber Sánchez das amerikanische Qualifikations-Turnier für die Olympischen Spiele in Cali vor Enrique Aguilar Zermeno und Jose Ochoa. Bei den Olympischen Spielen in Atlanta selbst siegte er über Mujaahid Maynard und erstmals auch über Oleg Kutscherenko, verlor aber dann gegen Aljaksandr Paulau und Kang Yong-Gyun aus Nordkorea. Mit einem weiteren Sieg über Gela Papaschwili aus Georgien konnte er sich nur mehr den 5. Platz erkämpfen.
Nach diesen Olympischen Spielen trat Wilber Sánchez vom internationalen Wettkampfgeschehen zurück. Er absolvierte eine Sportlehrerausbildung und ist heute (2010) Leiter der Kampfsportarten am Trainingszentrum Cerro Pelado in Havanna.

## Internationale Erfolge
| Jahr | Platz  | Wettbewerb                                          | Gewichtsklasse | |
| 1987 | 2.     | Junioren-WM (Espoirs) in Burnaby                    | Papier         | hinter Oleg Kutscherenko, UdSSR, vor Rosario Schmitt, BRD u. Min Kyung-gab, Südkorea                                                                                                 |
| 1987 | 2.     | Welt-Cup in Albany                                  | Papier         | hinter Magyatdin Allachwerdijew, UdSSR, vor Lewis Dorrance, USA |
| 1988 | 1.     | Pan Amerikanische Meisterschaft                     | Papier         | vor Eric Wetzel, USA u. Victor Hugo, Kolumbien |
| 1988 | 2.     | Welt-Cup in Athen                                   | Papier         | hinter Samwel Danieljan, UdSSR, vor Tetsuya Yamamoto, Japan |
| 1989 | 1.     | Pan Amerikanische Meisterschaft in Colorado Springs | Papier         | vor Jesus Rojas, Peru |
| 1989 | 3.     | Welt-Cup in Frederikstad/Norwegen                   | Papier         | hinter Sergei Suworow, UdSSR u. Masanori Ohashi, Japan |
| 1990 | 1.     | Großer Preis der BRD in Saarbrücken                 | Papier         | vor Markus Scherer u. Fuat Yıldız, bde. BRD |
| 1990 | 3.     | „Peer-Gynt“-Cup in Kolbotn                          | Papier         | hinter Kwan Duk-yong, Südkorea u. Anders Hammer, Norwegen |
| 1990 | 1.     | Pan Amerikanische Meisterschaft in Colorado Springs | Papier         | vor Lewis Dorrance u. José Martinez, Venezuela |
| 1990 | 5.     | WM in Rom                                           | Papier         | hinter Oleg Kutscherenko, UdSSR, Roiko Marinow, Bulgarien, Ebina Koishi, Japan, u. Vincenzo Maenza, Italien                                                                          |
| 1990 | 1.     | Central American Championships in Mexiko-Stadt      | Papier         | vor Joel Manuel Medina, Venezuela u. Mynor Ramírez, Guatemala |
| 1992 | 1.     | Pan Amerikanische Meisterschaft                     | Papier         | vor Mynor Ramírez u. Enrique Aguilar Zermeno, Mexiko |
| 1992 | Bronze | OS in Barcelona                                     | Papier         | mit Siegen über Mark Fuller, USA, Ömer Elmas, Türkei, Nik Zagranitschni, Israel u. Lars Rønningen, Norwegen, einer Niederlage gegen Oleg Kutscherenko u. einem Sieg über Fuat Yıldız |
| 1992 | 1.     | Welt-Cup in Besançon                                | Papier         | vor Isaac Ramaswamy, USA u. Zafar Gulijew, Russland |
| 1993 | 1.     | Pan Amerikanische Meisterschaft                     | Papier         | vor Enrique Aguilar Zermeno u. Antonio Ochoa, Venezuela |
| 1993 | 1.     | Central American & Caribbean Championships in Ponce | Papier         | vor Enrique Aguilera Zermeno u. Mynor Ramírez |
| 1993 | 1.     | Intern. USA-Meisterschaft in Concord                | Papier         | vor Zafar Gulijew u. Hiroshi Kado, Japan |
| 1993 | 1.     | WM in Stockholm                                     | Papier         | vor Zafar Gulijew, Sim Gwon-ho, Südkorea, Wardan Talojan, Armenien u. Stefan Gartmann, Deutschland                                                                                   |
| 1994 | 1.     | FILA-Turnier in Camagüey/Kuba                       | Papier         | vor Lorenzo Rivas, Kuba u. Stefan Gartmann |
| 1994 | 1.     | Pan Amerikanische Meisterschaft in Mexiko-Stadt     | Papier         | vor Isaac Ramaswamy u. Edgar Fernando Perez Ardila, Guatemala |
| 1994 | 1.     | WM in Tampere                                       | Papier         | vor Aljaksandr Paulau, Belarus, Gela Papaschwili, Georgien, Bayram Özdemir, Türkei u. Witali Chaban, Moldawien                                                                       |
| 1994 | 3.     | FILA-Gala-Turnier in Concord                        | Papier         | hinter Tigram Mkrtchyan, Armenien u. Fuat Yıldız, vor Eric Wetzel, USA u. Francesco Costantino, Italien                                                                              |
| 1995 | 2.     | Großer Preis von Deutschland in Schifferstadt       | Papier         | hinter Sergei Suworow, vor Stefan Gartmann |
| 1995 | 3.     | Pan Amerikanische Spiele in Mar del Plata           | Papier         | hinter Mujaahid Maynard, USA u. Enrique Aguilera Zermeno |
| 1995 | 10.    | WM in Prag                                          | Papier         | Sieger: Sim Kwan-ho, vor Hiroshi Kado, Zafar Gulijew u. Oleg Kutscherenko, Deutschland                                                                                               |
| 1996 | 1.     | Olympia-Qualif.-Turnier in Cali                     | Papier         | vor Enrique Aguilar Zermeno u. Jose Ochoa |
| 1996 | 1.     | Großer Preis von Italien in Faenza                  | Papier         | vor Oleg Kutscherenko, Francesco Costantino u. Bratan Zenow, Bulgarien |
| 1996 | 5.     | OS in Atlanta                                       | Papier         | mit Siegen über Mujaahid Maynard u. Oleg Kutscherenko, Niederlagen gegen Aljaksandr Paulau u. Kang Yong Gyun, Nordkorea u. einem Sieg über Gela Papaschwili                          |
| 1996 | 2.     | Welt-Cup in Colorado Springs                        | Papier         | hinter Sim Gwon-ho, vor Sergei Sanin, Russland |

Anm.: alle Wettkämpfe im griechisch-römischen Stil, OS = Olympische Spiele, WM = Weltmeisterschaft, Papiergewicht, damals bis 48 kg Körpergewicht